# 가고시마현 제1구
가고시마현 제1구(鹿児島県 第1区)는 일본의 중의원 선거구이다. 1994년 공직선거법으로 신설되었다.

## 지역
- 가고시마시 일부
- 가고시마군